# Битва при Броваллі
Битва при Броваллі (швед. Slaget vid Bråvalla) — напівлегендарна битва на території східної Швеції, описана в різних середньовічних пам'ятках скандинавської літератури.

## Опис битви
Про битві при Броваллі, яка сталася у 2-й половині VIII століття на території нинішнього шведського лена Естергетланде (комуна Норрчепінг), згадується в різних скандинавських сагах (наприклад, в ісландській сазі про Хервер), у творі Саксона Граматика Діяння данів, в рунічних написах на камені з Рьокська. Точне місце розташування битви не встановлено, так як в різних сагах воно різне.
Король (конунг) данів і свеїв Гаральд Гильдетанд розділив управління своїм великим королівством. Залишивши під своїм прямим управлінням територію Данії і Эстергетланда, він призначив своїм віце-королем у Вестергетланді і Свеаланді Сігурда Ринга. Досягнувши більш ніж похилого віку (згідно з деякими сагами, в 150 років) Гаральд, боячись того, що після смерті він не потрапить у царство воїнів-героїв Вальгаллу, спорядив свій флот і запропонував Сигурду битися з ним. Основну масу воїнів у Ринга як на флангах, так і в центрі становили курети і ести. До флоту Гаральда приєдналися склави, ліви і саксонці.
У цій битві при Броваллі Харальд Гільдетанд поліг на полі бою зі зброєю в руках.
Згідно думки істориків, тут бере своє коріння легенда про шведську жінку на ім'я Бленда, яка разом зі своїми супутницями знищила цілий загін данів, які ввірвалися в Смоланд. У битві при Броваллі боролися відразу три сотні жінок на стороні Сігурда Ринга.